# Menàrguens (kommun)
Menàrguens är en kommun i Spanien.   Den ligger i provinsen Província de Lleida och regionen Katalonien, i den östra delen av landet, 400 km öster om huvudstaden Madrid. Antalet invånare är 882. Arean är 20,2 kvadratkilometer. Menàrguens gränsar till Albesa, Castelló de Farfanya, Balaguer, Térmens, Vilanova de la Barca och Torrelameu. 
Terrängen i Menàrguens är platt.